# Opistognathus liturus
Opistognathus liturus är en fiskart som beskrevs av Smith-vaniz och Yoshino, 1985. Opistognathus liturus ingår i släktet Opistognathus och familjen Opistognathidae. Inga underarter finns listade i Catalogue of Life.